# Kontregarde
En kontregarde (eller contregarde) er en triangulær fæstningsvold, der er placeret udenfor en fæstnings bastioner eller raveliner, ofte som en ø i en voldgrav. Afstanden og højden er typisk sådan anbragt at man fra fæstningens bastioner kan skyde over den imod angribere. Normalt er den lav imod fæstningen og skråner op udadtil, således at den er svær at forcere udefra og ikke giver ly for angribere og hvis den må forlades af forsvaret, kan den let beskydes fra fæstningen.